# مؤسسة البترول الكويتية
مؤسسة البترول الكويتية وتُنطق اختصارًا KPC هي الشركة الوطنية الرئيسية للبترول في الكويت، ويقع مقرها الرئيسي في مدينة الكويت. تركّز أنشطة مؤسسة البترول الكويتية على استكشاف النفط، وإنتاجه، والبتروكيمياويات، والتكرير، والتسويق، والنقل. وتنتج المؤسسة نحو 7٪ من إجمالي النفط الخام في العالم.
تأسست هذه الشركة في 27 يناير 1980 كشركة أم تضم جميع الشركات النفطية الكويتية كشركة البترول الوطنية الكويتية وشركة نفط الكويت. وفي 15 ديسمبر 2023، أعلنت أول عملية خلط لوقود الطائرات المستدام في محطة الاستيراد الخاصة بالشركة في مدينة لو هافر الفرنسية.

## التاريخ
في عام 1934، حصلت مؤسسة البترول الكويتية على أول امتياز نفطي في الكويت بعد أن تم تأسيسها في الأصل من قبل شركة قلف أويل وشركة النفط الإنجليزية الفارسية. وفي عام 1975، وقّعت الدولة اتفاقيات مع شركتي بريتيش بتروليوم بي بي (BP) وقلف، وبعد زيادة حصصها بشكل تدريجي، تأسست مؤسسة البترول الكويتية رسميًا في 27 يناير 1980 كشركة قابضة، تضم تحت مظلتها كلاً من شركة نفط الكويت، وشركة البترول الوطنية الكويتية، ومؤسسة البترول الكويتية، والشركة الكويتية للصناعات البترولية المتكاملة (PIC)، واضعة هذه الشركات فعليًا تحت سيطرة الحكومة. بين عامي 1983 و1987، استحوذت مؤسسة البترول الكويتية على معظم عمليات التكرير التابعة لشركة جلف أويل في أوروبا الغربية. وفي عام 1992، بدأت المؤسسة العمل في إسبانيا، وفي عام 1994 استحوذت على أصول شركة (BP) في لوكسمبورغ.
في مايو 2013، تم تعيين نزار محمد العدساني مديرًا عامًا (رئيسًا تنفيذيًا) للمؤسسة. وفي ديسمبر 2018، تم تعيين هاشم هاشم في المنصب ذاته.
في يناير 2020، وقّعت مؤسسة البترول الكويتية مع شركة قطر للطاقة اتفاقية بيع وشراء مدتها 15 عامًا لتوريد ما يصل إلى 3 ملايين طن من الغاز الطبيعي المسال سنويًا إلى الكويت، وذلك لتلبية الاحتياجات المتزايدة للطاقة في البلاد، وقد بدأت عمليات التسليم في عام 2022. في مارس 2020، أعلنت المؤسسة وجميع الشركات التابعة لها عن تقليص الإنفاق الرأسمالي والتشغيلي للعام، بسبب الأزمات التي تسبب بها انتشار فيروس كورونا وتأثيره الحاد على أسعار وإمدادات النفط. وصرّح الرئيس التنفيذي هاشم بأن المؤسسة تسعى إلى الحفاظ على المال العام بما يحقق أيضًا فائدة للكويت، بعد أن خفضت الحكومة الإنفاق في قطاع الطاقة. في يوليو 2020، أُعلن عن إلغاء مشروع محطة "الدبدبة" للطاقة الشمسية، الذي كان من المقرر أن يوفّر 15% من الطاقة الكهربائية اللازمة للقطاع النفطي.
وفي أغسطس 2020، وافقت المؤسسة على خفض 2.3 مليار دولار من ميزانية إنفاق القطاع النفطي للسنة المالية 2020-2021. وفي أكتوبر من نفس العام، حصلت على قرض بقيمة 3.27 مليار دولار من بنك الكويت الوطني وبيت التمويل الكويتي.
وفي ديسمبر 2020، وقّعت المؤسسة اتفاقية إيجار مع وزارة الاقتصاد والتجارة والصناعة اليابانية لتخزين 3.14 مليون برميل من النفط في محطة "كيريه" اعتبارًا من الربع الأول من عام 2021.
ومع استمرار تقلبات أسعار النفط بسبب الجائحة، دخلت المؤسسة في مفاوضات مع صندوق الاحتياطي العام الكويتي لوضع جدول سداد لمبلغ 20 مليار دولار سيتم دفعه على مدى أكثر من 15 عامًا. كما تم التفاوض على اقتراض مبلغ إضافي قدره 20 مليار دولار على مدى 5 سنوات لتغطية العجز. وتم الاتفاق في أبريل 2021 على سداد سنوي بقيمة 1.83 مليار دولار، مع إمكانية سداد مبالغ أكبر سنويًا حسب الحالة المالية للمؤسسة.
وفي يوليو 2021، حصلت المؤسسة على تعويض قدره 14.7 مليار دولار عن الخسائر في الإنتاج والمبيعات نتيجة الغزو العراقي للكويت في 1990-1991، حيث وافقت لجنة تابعة للأمم المتحدة على أكثر من 1.5 مليون مطالبة مرتبطة بالحكومة والمنظمات الدولية المتضررة من الغزو.
وفي مارس 2022، تم تعيين نواف سعود الصباح رئيسًا تنفيذيًا جديدًا للمؤسسة. وكان قد انضم إلى المؤسسة في عام 1999 وتولّى عدة مناصب على مدى السنوات، منها رئيس مكتب المؤسسة في واشنطن والرئيس التنفيذي للشركة الكويتية للاستكشافات البترولية الخارجية (KUFPEC)، وهي شركة تابعة للمؤسسة.
وفي فبراير 2024، أطلقت المؤسسة مشروعًا لزراعة أشجار المانغروف بالتعاون مع شركة شلمبرجير وشركة نفط الكويت، وذلك ضمن خطة مؤسسة البترول الكويتية للتحول في مجال الطاقة لعام 2050.

## الإنتاج

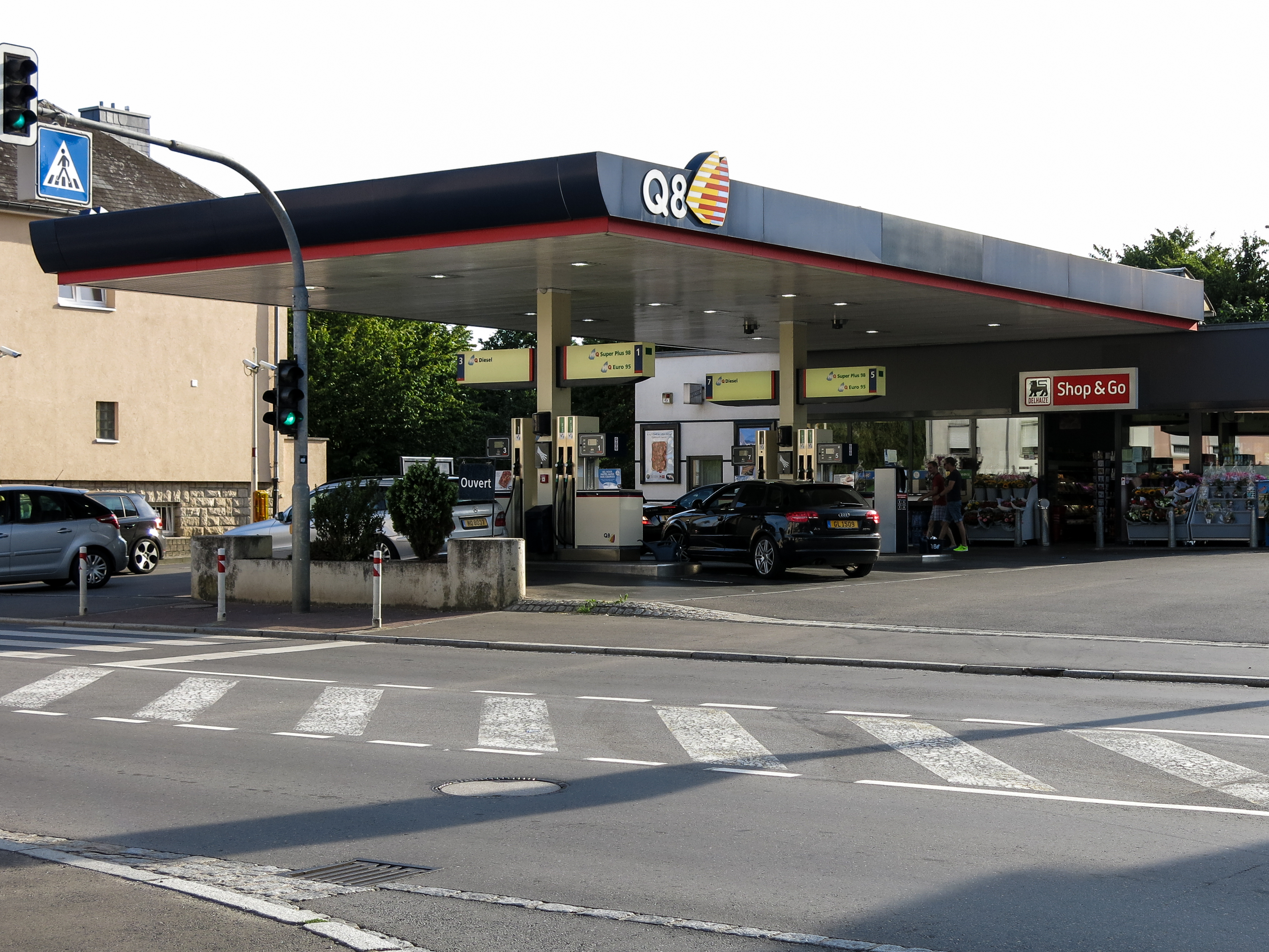
محطة بنزين (Q8) في هيسبيرانغ، لوكسمبورغ

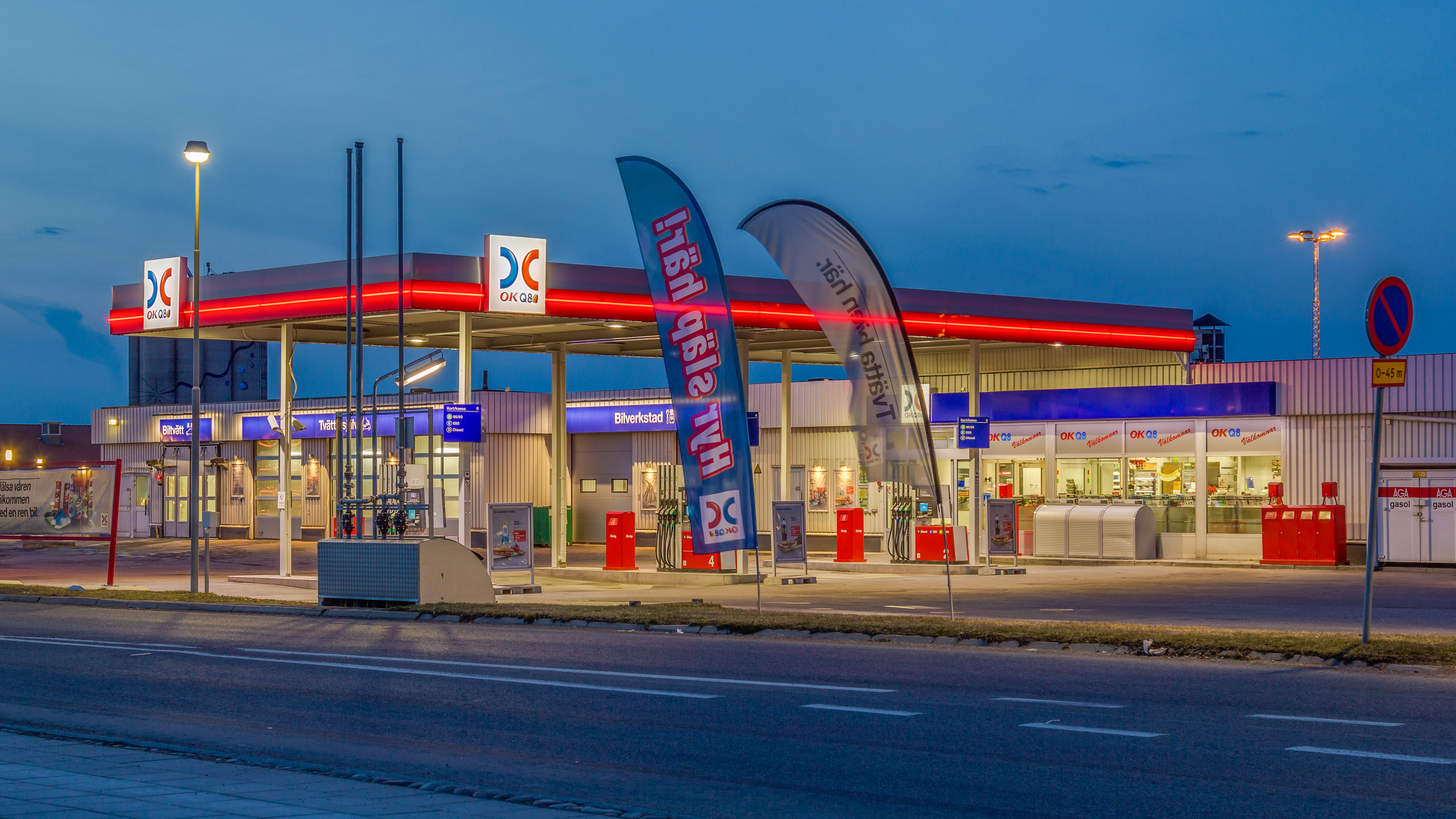
محطة بنزين (OKQ8) في هيديمورا، السويد

خططت مؤسسة البترول الكويتية للوصول إلى طاقات إنتاج من النفط الخام في الكويت تبلغ 3.0 ملايين برميل يوميًا بحلول عام 2010، و3.5 ملايين برميل يوميًا بحلول عام 2015، و4.0 ملايين برميل يوميًا بحلول عام 2020. وقد بلغت إيرادات المؤسسة سنة 2014 نحو 251.94 مليار دولار أمريكي. كما أكدت المؤسسة عزمها على تحقيق طاقة إنتاجية تبلغ 4 ملايين برميل يوميًا (ما يعادل 640,000 متر مكعب يوميًا) بحلول عام 2020. وخلال الأسبوع الأول من مارس 2020، نجحت المؤسسة في تصدير مليوني برميل من النفط الخام.
في فبراير 2021، أعلنت المؤسسة عن تقليص إنتاج النفط، وتقليص مدد عقود التوريد مع المشترين من الهند واليابان إلى تسعة أشهر فقط، تنتهي في ديسمبر، بدلاً من الامتداد الكامل لمدة 12 شهرًا حتى مارس 2022. ومن المخطط أن يبدأ تشغيل مصفاة الزور بنهاية العام، مما سيسمح للمؤسسة بزيادة الإمدادات مجددًا وإعادة العقود إلى مدة 12 شهرًا في عام 2022. وستوفر المصفاة الجديدة طاقة تكريرية تبلغ 615,000 برميل يوميًا، وستكون المصفاة الرابعة في البلاد. وفي ديسمبر، قررت المؤسسة تمديد عقود التوريد حتى مارس 2022، بعد تأخر تدشين مصفاة الزور.
في مارس 2022، وقّعت الكويت والسعودية وثائق البدء في تطوير حقل الدرة للغاز، الواقع بين الدولتين، ومن المتوقع أن يبلغ الإنتاج في هذا الحقل 84,000 برميل يوميًا.
وقد تم الافتتاح الرسمي لمصفاة الزور في 29 مايو 2024، بحضور أمير البلاد، الشيخ مشعل الأحمد الجابر الصباح.
وفي يوليو 2024، اكتشفت المؤسسة النفط في حقل "النخاثة"، ويُقدَّر هذا الاكتشاف بما يعادل 3.2 مليارات برميل.

## المنتجات
تُباع منتجات شركة البترول الكويتية في بعض الدول تحت اسم شركة تابعة لها تُعرف بشركة البترول الكويتية العالمية (Q8). وفي أوروبا، تمتلك (Q8) شبكة تضم أكثر من 4,400 محطة خدمة موزعة على ست دول: إيطاليا، والدنمارك، وبلجيكا، وهولندا، ولوكسمبورغ، والسويد، تحت اسم شركة محاصة هو (OKQ8).
في إسكندنافيا، تدير (Q8) ما مجموعه 186 محطة خدمة و54 محطة بدون موظفين (تحت العلامة التجارية F24) في الدنمارك. أما في السويد، فإن المحطات تُعرف باسم (OKQ8)، وهي شركة تابعة لمؤسسة البترول الكويتية ناتجة عن اندماج بين (Q8) والشركة السويدية (OK)، ويوجد أكثر من 900 محطة، معظمها غير مأهولة.
في منطقة بنلوكس، تمتلك شركة البترول الكويتية مصفاة نفط في منطقة يوروبورت في روتردام، كما أنها شريك في محطة نفط ماسفلاكت، وتدير 146 محطة وقود في هولندا. أما في بلجيكا، فهناك 404 محطات (Q8)، ويُعزى الحضور القوي للعلامة في السوق البلجيكي إلى استحواذها على مكاتب (BP) البلجيكية عام 1998، ومحطات (Aral) عام 1999. لكن مع مرور الوقت، أغلقت (Q8) العديد من المحطات الموجودة في المناطق السكنية أو القريبة من المجمعات السكنية. ومثل منافسيها، تمتلك (Q8) شبكة محطات وقود غير مأهولة تُعرف باسم (Q8 Easy). في بلجيكا أيضًا، دخلت (Q8) في شراكة مع مجموعة آهولد دلهيز، وهي متاجر صغيرة لبيع المنتجات الجاهزة والسريعة. ورغم طبيعتها المختصرة، فإنها لا تزال تقدم مجموعة واسعة من خدمات السيارات، وتعمل لساعات طويلة، وغالبًا ما تكون مرفقة بمخبز (Panos Corner).
في المملكة المتحدة، لم يعد هناك وجود لمحطات (Q8)، وذلك بعد بيعها في عام 2004 لشركة مشتركة تُدعى (Refined Holdings)، والتي تم إنشاؤها خصيصًا لهذا الغرض. ومنذ ذلك الحين، تم التخلص التدريجي من علامة (Q8) في المملكة المتحدة.
ذكرت وكالة بلومبيرغ نيوز في 11 ديسمبر 2014 أن مؤسسة البترول الكويتية، وهي شركة النفط الحكومية، باعت خامها بخصم يبلغ 3.95 دولار أمريكي للبرميل مقارنة بالمؤشرات الإقليمية، وهو أكبر خصم منذ ديسمبر 2008. كما قامت السعودية والعراق بخفض أسعار النفط المخصص لآسيا، عقب قرار منظمة أوبك بالإبقاء على مستويات الإنتاج، مما ساهم في بقاء أسعار النفط العالمية منخفضة. وكان من الواضح أن دول الشرق الأوسط كانت تخفض الأسعار للدفاع عن حصتها في السوق. وتجدر الإشارة إلى أن الكويت تبيع النفط الخام لآسيا بخصم سعري منذ عام 2000 على الأقل.
في مايو 2024، جددت مؤسسة البترول الكويتية عقد التوريد مع شركة (Unipec) الصينية لتوريد 300,000 برميل يوميًا حتى عام 2033.
وفي يونيو 2024، وقعت مؤسسة البترول الكويتية مذكرة تفاهم مع شركة النفط الوطنية الكورية لتخزين 4 ملايين برميل من النفط في مدينة ألسان في كوريا الجنوبية.

## الشركات التابعة

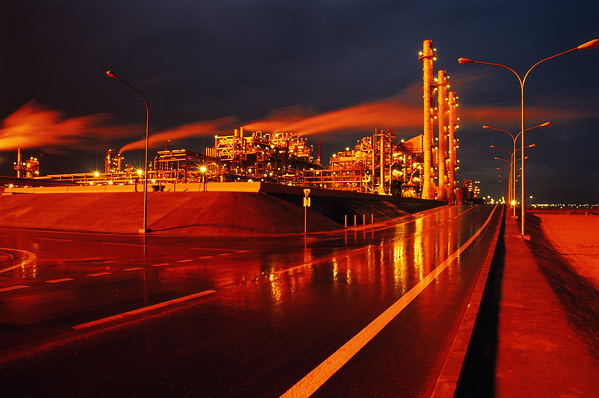
مصفاة نفط في ميناء الأحمدي بالكويت.

الشركات التابعة لمؤسسة البترول الكويتية هي:
- شركة نفط الكويت
- شركة البترول الوطنية الكويتية
- شركة صناعة الكيماويات البترولية
- شركة ناقلات النفط الكويتية
- الشركة الكويتية للاستكشافات البترولية الخارجية
- شركة البترول الكويتية العالمية
- الشركة الكويتية لنفط الخليج
- الشركة الكويتية للصناعات البترولية المتكاملة

## المخاوف البيئية
في مارس 2023، أعلنت شركة نفط الكويت، التابعة لمؤسسة البترول الكويتية المملوكة للدولة، "حالة الطوارئ" بعد تسرّب نفطي على اليابسة في غرب البلاد.

## الشركة الكويتية للصناعات البترولية المتكاملة
تأسست الشركة الكويتية للصناعات البترولية المتكاملة في 18 أكتوبر 2016 كشركة تابعة جديدة لمؤسسة البترول الكويتية. وتتولى مسؤولية تشغيل وإدارة أكبر مجمّع متكامل يتم إنشاؤه من الصفر في مجال التكرير وتصنيع البتروكيماويات ومرافق استيراد الغاز الطبيعي المسال في مجمع الزور.

## الاندماج
أعلنت مؤسسة البترول الكويتية عن دمج شركة البترول الوطنية الكويتية مع الشركة الكويتية للصناعات البترولية المتكاملة.

## وصلات خارجية
- الموقع الرسمي (باللغة الإنجليزية)